# Nemania pouzarii
Nemania pouzarii är en svampart som beskrevs av J.D. Rogers & Y.M. Ju 2002. Nemania pouzarii ingår i släktet Nemania och familjen kolkärnsvampar.   Inga underarter finns listade i Catalogue of Life.